# 假面騎士MAJADE with Girls Remix
《假面騎士MAJADE with Girls Remix》（日语：仮面ライダーマジェード withガールズリミックス）是特摄片《假面騎士GOTCHARD》的外傳作品。

## 本作特色
- 本作為《假面騎士JEANNE&假面騎士AGUILERA with Girls Remix》的續作[4]。
- 本作以《假面騎士GOTCHARD》的女主角九堂凜音為主角，在前作中登場的鳴海亞樹子、夏木花、神代玲花、瀧川紗羽等人亦再次登場[5]，於2025年3月21日的正式預告追加《假面騎士Amazons》的高井望[6]，於2025年4月6日的30秒預告追加《假面騎士聖刃》的蘇菲亞、《假面騎士GAVV》的甘根幸果、《假面騎士鎧武》的湊耀子[7]。
- 本作的導演及編劇同樣為坂本浩一和内田裕基。
- 本作的時間點位在《假面騎士GOTCHARD GRADUATIONS》之後。

## 故事概要
於英國留學的九堂凜音，她的同學在她的眼前遭到湊耀子綁走。凜音在追查連續女性誘拐事件的蘇菲亞的引導下回到日本，決定與Girls Remix追查此事件。
為了調查疑似與鍊金術師有關的事件，凜音與神代玲花一同前往案發現場。然後耀子再次現身並襲擊她們，這時出現一名與克洛托相似的女性和耀子發生戰鬥。
凜音究竟是否能夠解開事件真相，並成功救出她的同學？

## 登場人物
九堂凜音（くどう・りんね）（松本麗世飾）
假面騎士MAJADE的變身者。
鍊金學院的鍊金術師。
本作中於英國倫敦留學時，自己的同學三日月那由他在面前遭到綁架，為了將其救出與蘇菲亞一同回到日本，加入Girls Remix一同行動。
鳴海亞樹子（なるみ・あきこ）（山本光飾）
鳴海偵探事務所的社長。
本作中受到黑野堇的調查大量女性失蹤案的委託，因此集結Girls Remix的成員一同協助調查。
神代玲花（しんだい・れいか）（安潔拉芽衣飾）
假面騎士Sabela的變身者。
隸屬於真理之劍「極南基地」所屬的劍士。
夏木花（なつき・はな）（椛島光飾）
假面騎士AGUILERA的變身者。
青鳥的成員，夏木偵探事務所的所長。
高井望（たかい・のぞみ）（宮原華音飾）
驅除班的成員。
本作中受雇於鳴海亞樹子的關係而與Girls Remix一同行動。
瀧川紗羽（たきがわ・さわ）（瀧裕可里飾）
中央政經雜誌的記者。
甘根幸果（あまね・さちか）（宮部希飾）
萬事屋「快樂調色」的辣妹社長。
湊耀子（みなと・ようこ）（佃井皆美飾）
假面騎士瑪莉卡的變身者。
世界樹財團的職員。
於本作中綁架三日月那由他，後從夏木花的調查結果得知是黑野堇透過湊耀子的基因製造出來的改造人。
蘇菲亞（知念里奈飾）
假面騎士Calibur的變身者。
『真理之劍』的書之守護者。
本作中因追查大量女性失蹤案件而與凜音在倫敦相遇，並與想要救出三日月那由他的凜音一同回到日本。

### 本作登場人物
黑野堇（くろの・すみれ）（小宮有紗飾）
向鳴海偵探事務所進行委託的女性，實際上為本次事件的兇手。

三日月那由他（みかづき・なゆた）（天翔天音飾）
九堂凜音在英國留學時的同學。
本作中遭到湊耀子綁架。在被Girls Remix拯救後請求加入Girls Remix，最後在鳴海亞樹子的提議下以實習的身分加入。

## 樂曲
「Go As ONE」 
- 演唱：松本麗世、椛島光、安潔拉芽衣、山本光[11]
- 作詞：瀧尾沙
- 作曲：tatsuo

## 演員
- 九堂凜音 - 松本麗世
- 鳴海亞樹子 - 山本光
- 神代玲花 - 安潔拉芽衣
- 夏木花 - 椛島光
- 高井望 - 宮原華音
- 瀧川紗羽 - 瀧裕可里
- 甘根幸果 - 宮部希
- 湊耀子 - 佃井皆美
- 黑野堇 - 小宮有紗
- 三日月那由他 - 天翔天音
- 索菲亞 - 知念里奈

## 製作人員
- 原作 - 石之森章太郎
- 導演 - 坂本浩一
- 劇本 - 内田裕基

## 外部連結
- TTFC （日語）